# Taï Phong (album)
Albums de Taï Phong
Windows
(1976)
Taï Phong est le titre du premier album du groupe Taï Phong, sorti en 1975 chez WEA.
De cet album fut extrait Sister Jane, single vendu à 200 000 exemplaires. L'album s'est quant à lui écoulé à 50 000 copies.

## Titres

### Version 33 tours
| No | Titre                       | Auteur, compositeur  | Durée |
| -- | --------------------------- | -------------------- | ----- |
| 1. | Going Away                  | Jean-Jacques Goldman | 5:41  |
| 2. | Sister Jane                 | Khanh Maï            | 4:04  |
| 3. | Crest                       | Jean-Alain Gardet    | 3:25  |
| 4. | For Years and Years (Cathy) | Taï Sinh             | 8:33  |
| 5. | Fields of Gold              | Taï Sinh             | 7:37  |
| 6. | Out of The Night            | Khanh Maï            | 11:25 |

### Version CD
| No | Titre                                                                                     | Auteur, compositeur  | Durée |
| -- | ----------------------------------------------------------------------------------------- | -------------------- | ----- |
| 1. | Going Away                                                                                | Jean-Jacques Goldman | 5:44  |
| 2. | Sister Jane                                                                               | Khanh Maï            | 4:05  |
| 3. | Crest                                                                                     | Jean-Alain Gardet    | 3:28  |
| 4. | For Years and Years (Cathy)                                                               | Taï Sinh             | 8:32  |
| 5. | Fields of Gold                                                                            | Taï Sinh             | 7:39  |
| 6. | Out of The Night                                                                          | Khanh Maï            | 11:37 |
| 7. | (If You're Headed) North For Winter (paru dans les Bonus Tracks dans l'édition japonaise) | Jean-Alain Gardet    | 3:13  |
| 8. | Let Us Play (paru dans les Bonus Tracks dans l'édition japonaise)                         | Jean-Jacques Goldman | 2:34  |
| 9. | Sister Jane (version single, paru dans les Bonus Tracks dans l'édition japonaise)         | Khanh Maï            | 3:08  |

## Artistes
- Khanh Maï : Chant, guitares.
- Taï Sinh : Chant, basse, guitare acoustique, synthétiseur.
- Jean-Jacques Goldman : Chant, guitares, violon.
- Jean-Alain Gardet : Piano, orgue, synthétiseurs.
- Stéphan Caussarieu : Batterie, percussions.